# Storesjön (Larvs socken, Västergötland)
Storesjön är en sjö i Vara kommun i Västergötland och ingår i Göta älvs huvudavrinningsområde. Omkring 500 meter norr om sjön ligger Slättås och Lidan. Strax öster om sjön ligger Lillesjön.